# CE Ruy López
CE Ruy López – hiszpański klub szachowy z siedzibą w Barcelonie.

## Historia
Klub został założony w 1923 roku. W późniejszym okresie klub funkcjonował również pod nazwami Ruy López-Tívoli i Ruy López-Paluzie. W 1930 roku CE Ruy López zdobył mistrzostwo Katalonii; ogółem ten tytuł zdobył dziewięciokrotnie (1930, 1934, 1949, 1953, 1963, 1965, 1966, 1968, 1969). Ponadto w latach 60. i pierwszej połowie lat 70. klub występował w hiszpańskiej Primera División. W sezonie 1963 zespół zajął trzecie miejsce w tych rozgrywkach. Zawodnikami klubu byli wówczas m.in. Antonio Medina García, Jaime Lladó Lumbera i Rafael Saborido Carné.